# 카스야 유우타
카스야 유우타(粕谷雄太, 1985년 12월 25일 - )는 도쿄도 출신으로 일본의 성우이다.

## 출연작품

### TV애니메이션
2005년
- 가이킹 LEGEND OF DAIKU-MARYU (고등학생)

2006년
- 신족가족 (나카무라 타카시, 오카노)
- 케모노즈메 (소년, 귀봉검 젊은 사람 A)
- 나왔습니다! 파워퍼프걸 Z (남학생)
- 빈곤자매 이야기  (학생들, 남학생)
- 모험왕 비트 (천격대원)
- 성실하게 불성실한 쾌걸 조로리 (손님)
- ONE PIECE (2006년 - 2021년, 남자, 바오, 올레나미, 샬럿 뉴상, 하송 <어린이> 외)

2007년
- 동화총사 아카즈킨 (드워프)
- 축! 해피럭키 빅쿠리맨 (마을사람)
- 모노노케(승객)

2008년
- 지옥소녀 3기 (2008년 - 2009년, 가모타카미치, 남자아이)
- 게게게의 키타로 (제5작) (남성손님, 그렘린, 청년, 접시꼬마2)
- 파꽃의 아사타로 (丁稚、忍者）

2009년
- 던전앤파이터 슬랩업 파티~(졸개 <3>)
- 안녕 앤〜Before Green Gables (마이클)
- 캐릭캐릭 체인지 (후지타)
- 전장의 발큐리아(유소 웰킨)

2010년
- 놀러 갈게! (후쿠하라 사토시)

2011년
- 이국미로의 크로와제(아란 <어린 아이>)
- 디지몬 크로스워즈~시간을 달리는 소년 헌터들~ (부원A, 노벌)

2014년
- 아오하라이드(남자 중학생)
- 몬스터 열전 오레카 배틀(임호텝)
- 대괴수 러쉬 울트라 프런티어 (치블로 성인 치블로더스트롱)
- 프리파라(아메미야 하루키, 아미야)
- 월드 트리거 (2014년 - 2021년, 남자, 도키에다 미쓰루) - 3시리즈

2015년
- GANGSTA.(콜트)
- 드래곤볼 카이(오바케)

2016년
- 도검난무 - 하나마루 - (2016년 - 2018년, 고코타이) - 2시리즈

2017년
- 아이돌타임 프리파라(티파짱)
- 디지몬유니버스 어플 몬스터즈(커리큐몬)
- 도라에몽 (TV아사히판 제2기) (2017년 - 2019년, 노조미실현기, 젊은이, 소녀의 오빠, 청년)

2018년
- 닌자보이 란타로(닌술학원 졸업생)
- 짱구는 못말려 (2018년 - 2021년, 미남A, 점원A, 티셔츠남, 개그맨A, 점원)
- 카드파이트!! 뱅가드 원가드(2018년 - 2019년, 아카호리) - 2시리즈
- 나의 히어로 아카데미아 (마도 요우)
- 무효와 로지의 마법률상담사무소 (귀신, 학생)
- 게게게의 키타로 (제6작) (아카나메])
- 폭조 바헌터 (2018년 - 2019년, 연어내 케이지)

2019년
- 세인트 세이야 세인티아 쇼 (안드로메다 별자리의 순식)

### OVA
2005년
- 세인트 세이야 명왕 하데스 명계편 (안드로메다 슌)

2006년
- 오늘의 5학년 2반 2학기(타로)

2008년
- 세인트 세이야 명왕 하데스 에리시온편 (안드로메다 슌)
- 비밀의 봉오리(남자 A)

2014년
- 아오하라이드

2017년
- 푸른 뇌정 건볼트 (메라쿠)

### 게임
2006년
- THE 로봇 만들자! 격투! 로봇 파이팅 (니이가키 코타로, 이노하라 신고)

2007년
- 신곡 주계 폴리포니카 Memories White (조각)
- 쇼투사 세이야 명왕 하데스 12궁편 (안드로메다 슌)
- DEAR My SUN!! ~무스코★육성★광소곡~ (핫토리 소라타)
- Vitamin X(큰 나무)

2008년
- DUEL LOVE 사랑하는 처녀는 승리의 여신(다치바나 토모히코)
- 페르소나 4 (주유소 점원)
- 룬팩토리2(아르스)

2009년
- 가면라이더 클라이맥스 히어로즈 시리즈 (2009년 - 2012년, 가면라이더 덴오 <노가미 료타로>) - 5작품
- 누구에게나 뒷면이 있어~True or Lie?~(하루)
- 테일즈 오브 더 월드 레디언트 마이솔로지 2 (빅터)
- 용과 같이3 (히로시)

2010년
- 갓이터 (플레이어 보이스, 일반신기사, 오가와 슌)
- 갓이터 버스트 (플레이어 보이스)

2011년
- 세이투사 세이야 전기 (안드로메다 슌)

2012년
- 신.검과 마법과 학원물.시시노 학원
- 페르소나4 더 골든 (주유소 점원)

2013년
- 가면라이더 버틀라이드 워 (2013년 - 2016년, 가면라이더 덴오 <노가미 료타로>) - 3작품
- 세이투사 세이야 브레이브 솔저스 (안드로메다 별자리 슌)
- Vitamin R (뇌신환[10])

2014년
- 푸른 천둥 감볼트 ("나태한 아공" 멜락[11])
- Vinculum Hearts ~아이리스 마법학원~ (시릴=그란디)
- 가면라이더 사몬라이드! (가면라이더 덴오)

2015년
- 도검난무 (고코타이)
- 성투사 세이야 솔저스 소울 (안드로메다 별자리 슌)
- 갓이터 리자렉션 (플레이어 보이스)

2016년
- 올 가면 라이더 라이더 레볼루션 (가면 라이더 덴오 <노가미 료타로>)
- 디지몬월드 -next 0rder- (택트)
- 드래곤 볼 제노버스 2 (타임 패트 롤러)

2017년
- 가면라이더 클라이맥스 파이터즈 (2017년 - 2018년, 가면라이더 덴오 <노가미 료타로>) - 2작품

2019년
- 슈퍼 드래곤볼 히어로즈(오렌)

2020년
- 뿌요뿌요!! 퀘스트 (안드로메다 별자리의 순식)
- 쇼투사 호시야 라이징 코스모 (안드로메다 별자리 슌)

2021년
- 생크타스전기-GYEE-(하쿠)
- 솔로몬 프로그램(크루스닉)